# Dichelopa
Dichelopa is een geslacht van vlinders van de familie bladrollers (Tortricidae), uit de onderfamilie Tortricinae.

## Soorten
- D. achranta Meyrick, 1910
- D. amorpha Clarke, 1986
- D. anthracodelta Clarke, 1971
- D. argema Clarke, 1986
- D. argoschista Meyrick, 1929
- D. argosphena Meyrick, 1935
- D. argyrospiloides Clarke, 1971
- D. canitia Clarke, 1986
- D. castanopis Meyrick, 1935
- D. ceramocausta Meyrick, 1926
- D. cirrhodoris Meyrick, 1935
- D. chionogramma Clarke, 1986
- D. choleranthes Meyrick, 1929
- D. deltozancla Meyrick, 1926
- D. dendrophila Clarke, 1971
- D. dorsata Clarke, 1986
- D. dryomorpha Meyrick, 1929
- D. exulcerata Meyrick, 1926
- D. flexura Clarke, 1986
- D. fulvistrigata Meyrick, 1929
- D. gnoma Clarke, 1986
- D. hadrotes Clarke, 1986
- D. harmodes Meyrick, 1929
- D. heterozyga Turner, 1916
- D. honoranda Meyrick, 1926
- D. iochorda Meyrick, 1926
- D. loricata Meyrick, 1910
- D. lupicinia Clarke, 1971
- D. meligma Clarke, 1986
- D. messalina Clarke, 1971
- D. myopori Clarke, 1971
- D. ochroma Clarke, 1986
- D. orthiostyla Meyrick, 1935
- D. pachydmeta Meyrick, 1929
- D. panoplana (Meyrick, 1881)
- D. paragnoma Clarke, 1986
- D. peropaca Meyrick, 1929
- D. phalaranthes Meyrick, 1935
- D. platyxantha Clarke, 1986
- D. porphyrophanes Meyrick, 1935
- D. praestrigata Meyrick, 1929
- D. pulcheria Clarke, 1971
- D. pyrsogramma Meyrick, 1935
- D. rhodographa Clarke, 1971
- D. sabulosa Meyrick, 1910
- D. sericopis Meyrick, 1926
- D. tarsodes
- D. vaccinii Clarke, 1971
- D. zona Clarke, 1986